# Choristopsylla tristis
Choristopsylla tristis är en loppart som först beskrevs av Rothschild 1900.  Choristopsylla tristis ingår i släktet Choristopsylla och familjen Lycopsyllidae. Inga underarter finns listade i Catalogue of Life.